# A Very British Scandal
A Very British Scandal è una miniserie televisiva britannica del 2021, ideata e scritta da Sarah Phelps e diretta da Anne Sewitsky, incentrata sullo scandaloso divorzio Agyll vs Argyll degli anni '60, che travolse ugualmente la nobiltà e il pubblico britannico.

## Trama
La serie è una drammatizzazione dello scandalo del divorzio Argyll vs Argyll nel 1963, fra Ian Campbell, XI duca di Argyll, e la sua terza moglie, Margaret Whigham, e del clamore mediatico che il caso suscitò.
La serie inizia con Ian Campbell, duca e membro della Camera dei Lord, che si innamora di Margaret, per sposare la quale divorzia dalla sua seconda moglie, Louise.
Tuttavia, dopo il matrimonio, Margaret scopre che quando il figlio maggiore di Ian erediterà il ducato lei perderà ogni diritto sul castello di Invernary, sede degli Argyll, malgrado siano stati i suoi soldi a pagarne la ristrutturazione. Di conseguenza, falsifica le prove per sostenere che i figli di Campbell sono illegittimi, il che, unito ai suoi ripetuti adulteri, porta a un burrascoso divorzio che vide da ambo le parti accuse di tradimento, furto, falsificazione, uso di droga e corruzione, il tutto sotto gli occhi dei media scandalistici britannici.

## Puntate
| nº | Titolo originale | Titolo italiano | Prima TV UK      | Pubblicazione Italia |
| -- | ---------------- | --------------- | ---------------- | -------------------- |
| 1  | Episode 1        | Episodio 1      | 26 dicembre 2021 | 21 aprile 2022       |
| 2  | Episode 2        | Episodio 2      | 27 dicembre 2021 | 21 aprile 2022       |
| 3  | Episode 3        | Episodio 3      | 28 dicembre 2021 | 21 aprile 2022       |

### Episodio 1
- Titolo originale: Episode 1
- Diretta da: Anne Sewitsky
- Scritta da: Sarah Phelps

Trama
1963: accolta dalle ingiurie della folla, Margaret Campbell arriva al tribunale di Edimburgo per la sentenza del processo di divorzio che la vede contrapposta a suo marito Ian, XI duca di Argyll. 
1947: Margaret, scandalosa ereditiera inglese, in procinto di divorziare da suo marito, conosce il capitano Ian Campbell, erede del ducato di Argyll, e inizia una relazione con lui malgrado sia sposato.  
1951: Louise, seconda moglie di Ian, nel frattempo divenuto duca, e madre del suo erede, chiede il divorzio. Subito dopo Ian e Margaret convolano a nozze e lei accetta di pagare per la ristrutturazione del castello di famiglia.  
1953: In occasione dell'inaugurazione del castello restaurato, Margaret scopre da Ian, con il quale il rapporto è velocemente degenerato, che se rimanesse vedova non potrà avanzare alcun diritto sul castello per cui ha pagato, mentre Louise sì in quando madre del futuro duca. Irritata, falsifica una lettera di Louise in cui dichiara che i due figli avuti da Ian sono illegittimi. 

### Episodio 2
- Titolo originale: Episode 2
- Diretta da: Anne Sewitsky
- Scritta da: Sarah Phelps

Trama
Margaret invia la lettera falsa a Ian, turbandolo molto ma senza convincerlo del tutto. Il loro rapporto si sgretola: Ian, anche a causa di alcool e farmaci, è sempre più instabile e violento, oltre ad averli mandarli quasi sul lastrico, mentre Margaret inizia a intrattenere relazioni con altri uomini, fra cui uno con cui si scatta una serie di foto intime. Quando il padre di Margaret, rimasto vedovo e risposatosi con la giovanissima ereditiera Jane, rifiuta al genero altri soldi, Ian si lascia andare a commenti inopportuni e Margaret lo colpisce, per poi essere da lui picchiata e soffocata quasi a morte. Ian lascia la loro casa e le voci iniziano a raggiungere la stampa scandalistica, ma alla fine la coppia si ritrova a Parigi e concorda di darsi un'altra possibilità. Quella stessa notte, oltre a scoprire che la lettera è opera di Margaret, Ian trova le sue lettere agli amanti e le foto intime: sebbene i visi non compaiano, Margaret è riconoscibile dalla sua caratteristica collana di perle a tre fili.

### Episodio 3
- Titolo originale: Episode 3
- Diretta da: Anne Sewitsky
- Scritta da: Sarah Phelps

Trama
Ian affronta Margaret a proposito delle sue scoperte: dopo averle ingiunto legalmente di non parlare dei suoi figli e di Louise, la fa bandire dai territori degli Argyll e si prepara a chiedere il divorzio, per il quale però servono prove di adulterio più recenti: Ian, insieme alla figlia Jeanne, ruba allora l'attuale agenda della moglie, dove sono segnate le sue uscite con vari uomini. Il processo di divorzio quindi inizia, ossessivamente osservato dalla stampa: Margaret prima tenta di reclamare le proprietà donatele come duchessa, poi accusa Ian di adulterio con la sua matrigna Jane, il che causa la morte per infarto di suo padre. Sostiene anche che l'uomo negli scatti con lei è lo stesso Ian, mentre questi tenta di ricattarla in cambio della non divulgazione delle foto. Al processo, che vede contro di lei giudice, corte e opinione pubblica, Margaret deve infine ammettere l'adulterio: la sentenza è quindi a favore di Ian, mentre definisce Margaret immorale, promiscua e pervertita. Le parole del giudice vengono pubblicate sui giornali di tutto il mondo, e Margaret non riuscirà più a dissociarsene, mentre Ian, cinque settimane dopo il divorzio, sposerà la sua quarta e ultima moglie, un'ereditiera americana.

## Personaggi e interpreti
- Margaret Campbell, duchessa di Argyll, interpretata da Claire Foy.
Ereditiera e terza moglie di Ian Campbell, XI duca di Argyll.
- Ian Campbell, XI duca di Argyll, interpretato da Paul Bettany.
Pari e politico britannico.
- Maureen Guinness, marchesa di Dufferin e Ava, interpretata da Julia Davis.
Socialite anglo-irlandese e membro della nobiltà britannica.
- George Whigham, interpretato da Richard McCabe.
Padre di Margaret.
- Louise Campbell, interpretata da Sophia Myles.
Seconda moglie di Ian Campbell ed ex duchessa di Argyll.
- Yvonne MacPherson, interpretata da Amanda Drew.
Assistente e segretaria di Ian.
- John Wheatley, Lord Wheatley, interpretato da Jonathan Aris.
Giudice che presiede il processo Argyll vs Argyll, parente dei Campbell.
- George Emslie, interpretato da Oliver Chris.
Avvocato di Ian Campbell.
- Charles Jauncey, interpretato da Richard Goulding.
Avvocato di Margaret.
- Peter Combe, interpretato da Timothy Renouf. Amico e presunto amante di Margaret.
- Ian Fraser, interpretato da Nicholas Rowe.
Secondo avvocato di Margaret.
- Diana Napier, interpretata da Camilla Rutherford.
Celebre attrice, amica di Margaret.
- Lennox, interpretato da Mitchell Robertson.
- Janet Kidd, interpretata da Sophie Ward.
Socialite anglo-canadese e prima moglie di Ian Campbell.
- Jane Corby, interpretata da Katherine Manners.
Attrice, ereditiera e socialite scozzese, seconda moglie di George Whigham e matrigna di Margaret.
- Dott. Ivor Griffiths, interpretato da Miles Jupp. Medico e spacciatore di Ian Campbell.
- Lady Jeanne Campbell, interpretata da Albertine Kotting McMillan.
Unica figlia di Ian Campbell e Janet.
- Ian Campbell, marchese di Lorne, interpretato da Daniel Burt.
Figlio maggiore di Ian Campbell e Louise, fratello di Colin Campbell.

## Produzione
Presentata come un sequel della miniserie del 2018 A Very English Scandal, incentrata sullo scandalo Thorpe, nel marzo 2021 venne annunciata la trama e i due protagonisti, Paul Bettany e Claire Foy. Venne confermato anche il ritorno alla sceneggiatura di Sarah Phelps e la scelta di Anne Sewitsky come regista.
La miniserie è stata girata nel corso del 2021 fra Scozia e Inghilterra, con le location che includono il castello di Inveraray, il Glen Etive, il Parlamento scozzese, lo Sheraton Grand London Park Lane Hotel, il Kimpton Fitzroy London Hotel, la Goldsmiths' Hall e la Rivoli Ballroom.

## Distribuzione
Nel Regno Unito la miniserie è stata trasmessa in prima visione sulla BBC One dal 26 al 28 dicembre 2021, per poi essere pubblicata su Prime Video negli Stati Uniti, Canada, Australia e Nuova Zelanda il 22 aprile 2022. In Italia è stata resa disponibile il 21 aprile 2022 su TIMvision.

## Accoglienza
La miniserie ha avuto un'accoglienza per lo più positiva.
Lucy Mangan, sul The Guardian, ha recensito la serie con 5 stelle su 5, lodandone la sceneggiatura e il cast, oltre alla rappresentazione di Margaret come una donna "indipendente ma non eroica".
Sempre a 5 stelle è stata la recensione di Ed Cumming sul The Independent, che ha elogiato come "eccezionale" la performance sia di Bettany che di Foy.
Più neutra è stata Carol Midgley sul Times, che ha dato 3 stelle su 5 ma ha confermato l'ottima recitazione del cast.
Negativa è stata invece Anita Singh sul Daily Telegraph, che l'ha paragonata negativamente al suo predecessore, A Very English Scandal, oltre a commentare che la serie non era "amichevole" verso il personaggio di Margaret.

## Riconoscimenti
- 2022 – Broadcast Press Guild Award[14][15]
  - Miglior miniserie drammatica
  - Miglior attrice a Claire Foy
  - Candidatura al miglior sceneggiatore a Sarah Phelps
- 2022 – British Academy Television Awards[16]
  - Candidatura ai migliori costumi a Ian Fulcher
  - Candidatura al miglior montaggio per una serie televisiva a Dominic Strevens
  - Candidatura al miglior trucco e acconciatura a Catherine Scoble
  - Miglior sonoro per una serie televisiva
- 2022 – Primetime Creative Arts Emmy Awards[17]
  - Candidatura alla miglior composizione musicale per una miniserie, serie antologica, film TV o speciale a Nathan Barr per Episodio 1
- 2022 – Set Decorators Society of America Awards[18]
  - Candidatura alla miglior scenografia per un film TV o miniserie a Philippa Hart e Christina Moore

## Altre opere
È prevista per il 2024 una terza miniserie, intitolata A Very Royal Scandal, che tratterà dell'intervista rilasciata nel 2019 a Emily Maitlis dal principe Andrea in relazione del suo coinvolgimento nello scandalo Epstein. 